# Damià Calvet
Francesc Damià Calvet i Valera (Villanueva y la Geltrú, 1968) es un político español, ha sido consejero de Territorio y Sostenibilidad en el Gobierno de Cataluña. En el momento de su nombramiento como consejero el 28 de mayo de 2018 era teniente de alcalde de urbanismo, economía y hacienda en el ayuntamiento de San Cugat del Vallés (provincia de Barcelona). Actualmente es presidente del Port de Barcelona.
Es diplomado de Arquitectura Técnica por la Universidad Politécnica de Cataluña y graduado en Ciencias y Tecnología de la Edificación por La Salle. Trabajó primero en el sector privado, pero pronto se incorporó al sector público ocupando diversos cargos en el campo de la arquitectura y el urbanismo. Entre 1997 y 2001 fue jefe de gabinete del consejero de Política Territorial y Obras Públicas, y entre 2001 y 2003 director general de Arquitectura y Vivienda. Tras la vuelta de Convergencia Democràtica de Catalunya al poder en 2010 fue secretario de Territorio y Movilidad, pasando en 2012 a dirigir el organismo público Incasòl y a presidir la empresa pública catalana Cimalsa, encargada de la promoción y la gestión de infraestructuras para el transporte y la logística. Fue un colaborador estrecho del anterior consejero Josep Rull, que estuvo preso por haber sido condenado a 10 años y medio de prisión por la comisión de un delito de sedición. A finales de mayo de 2018 fue nombrado por el presidente de la Generalidad Joaquim Torra consejero de Territorio y Sostenibilidad y tomó posesión del cargo el 2 de junio. El 29 de junio del 2021 fue nombrado presidente del Port de Barcelona, cargo que ocupó hasta el 28 de noviembre de 2022, fecha en que fue sustituido por Lluis Salvador.